# Glod (okręg Prahova)
Glod – wieś w Rumunii, w okręgu Prahova, w gminie Lapoș. W 2011 roku liczyła 106 mieszkańców.